# Kai Donner

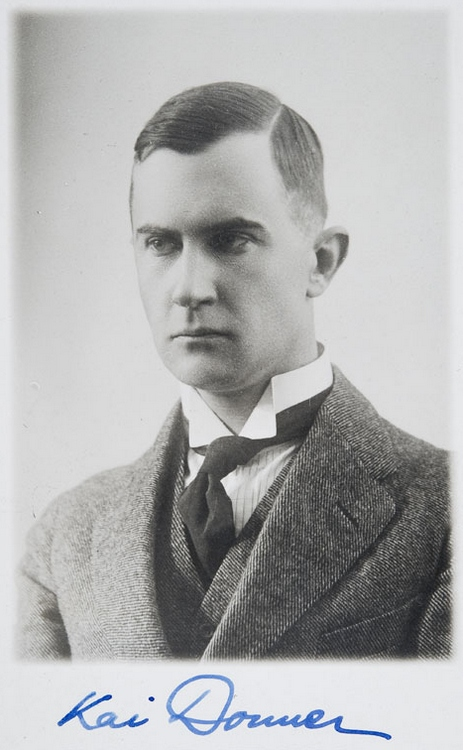
Kai Donner 1916 (fotograf Daniel Nyblin).

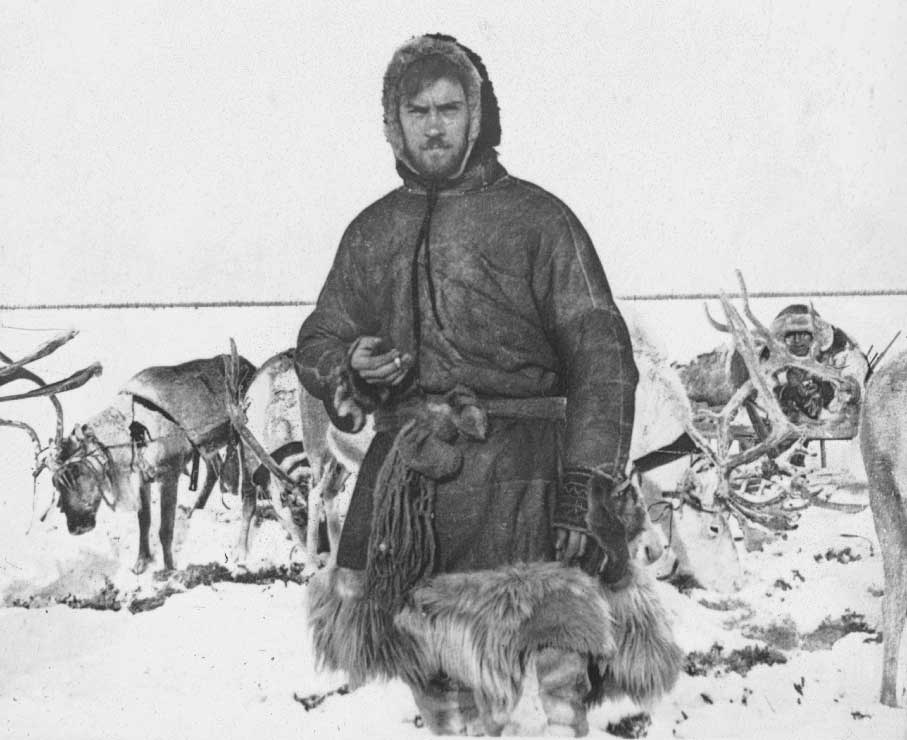
Kai Donner i Sibirien 1913.

Karl Reinhold (Kai) Donner, född 1 april 1888 i Helsingfors, död 12 februari 1935 i Helsingfors, var en finländsk filolog, etnograf och politiker.
Kai Donner var son till Otto Donner och Vilhelmina Sofia Charlotta "Minette" Munck (1848-1922) samt från 1914 gift med Margareta (Greta) von Bonsdorff (1890-1955) med vilken han fick sönerna Kai Otto, Joakim och Jörn Donner.

## Biografi
Kai Donner blev filosofie doktor 1923 och var från 1924 docent i uralisk språkvetenskap vid Helsingfors universitet. Han företog forskningsresor till samojederna 1911–1913 och 1914 och bearbetade det erhållna materialet såväl språkvetenskapligt som etnografiskt. 
Han var en av jägarrörelsens ledande män och blev 1915 medlem av Aktiva kommittén, tvingades 1916 i landsflykt i Sverige och Tyskland och tillhörde 1916–1918 Finlands självständighetsrörelses utlandsdelegation i Stockholm. Efter finska inbördeskriget kvarstod han en tid i militärtjänst. Från 1920 till 1922 var han redaktör för den aktivistiska tidskriften Suunta. Vid planeringen av olika interventionistiska projekt i Ryssland var han en central aktör, och blev sedermera också en förgrundsgestalt inom Lapporörelsen. Han utövade där starkt inflytande över Vihtori Kosola.
Han är begravd på Sandudds begravningsplats i Helsingfors.